# مونيا كستنائي
مونيا كستنائي (الاسم العلمي: Lonchura atricapilla) (بالإنجليزية: Chestnut Munia)‏ هو نوع من الطيور تتبع جنس المونيا من فصيلة شمعية المنقار. يتم تربية هذا النوع من الطيور في بنغلاديش وبروناي وكمبوديا والصين والهند وإندونيسيا ولاوس وماليزيا وميانمار ونيبال والفلبين وسنغافورة وتايوان وتايلاند وفيتنام وهاواي.